# Sicilijanski prolaz
Sicilijanski prolaz (tal. Canale di Sicìlia, Canale di Tunisi, sic. Canali ri Sicilia, fra. Canal de Sicile, Canal du Cap Bon, ara.  مضيق صقلية‎) morski prolaz između talijanskog otoka Sicilije u Europi i Tunisa u Africi. Prolaz je s jugozapadne strane Sicilije i pruža se Sredozemnim morem.
Rijeke na otoku Siciliji obično su kratke i svode se na potoke. U Sicilijanski prolaz se ulijeva Platani, Imera Meridionale (tj. Salso) i Belice. Među podmorskim uzvisinama pruža se Sicilijanski prag koji dijeli Sredozemno more na dva bazena odnosno zavale.
U 19. stoljeću se zbog vulkanske aktivnosti u Sicilijanskom prolazu pojavio novi otok Ferdinandea, koji se danas nalazi nekoliko metara ispod morske površine. 
Najuži je između Ras el Tiba (rt Bon, Tunis) i Marsale gdje je širok 150 km. Dubina mu varira pa na mjestima je dublje od 1000 m, kod Pantellerije.
Tu su pješčani sprudovi i otoci: Pantelleria, Pelaški otoci (Lampedusa, Linosa i Lampione) i Egadska skupina otoka (Favignana, Levanzo i Marettimo).

## Vanjske poveznice
- Enciklopedija Sapere.it Canale di Sicilia (tal.)
- Enciklopedija Treccani Canale di Sicilia (tal.)